# Helina deleta
Helina deleta är en tvåvingeart som först beskrevs av Stein 1914.  Helina deleta ingår i släktet Helina och familjen husflugor. Inga underarter finns listade i Catalogue of Life.